# Harjobinangun
Harjobinangun is een bestuurslaag in het regentschap Purworejo van de provincie Midden-Java, Indonesië. Harjobinangun telt 2139 inwoners (volkstelling 2010).